# Patrice de Maistre
Pour les autres membres de la famille, voir Famille de Maistre (Savoie).
Patrice de Maistre, né le 20 mars 1949 dans le 8e arrondissement de Paris, est un gestionnaire de fortune français, impliqué dans les affaires Banier-Bettencourt et Woerth-Bettencourt.

## Famille
Patrice de Maistre est un descendant par son père, Bruno de Maistre, du philosophe Joseph de Maistre, et par sa mère Solange de Maistre (née Japy), de la famille industrielle Japy. Il est le frère, notamment, du réalisateur Gilles de Maistre. 
Il épouse en premières noces Pascale Bru, fille de Roland Bru, sénateur français de la colonie du Gabon, avec laquelle il a trois enfants, et dont il est divorcé. Il épouse en secondes noces en 2001 Anne Dewavrin, parente du colonel Passy, divorcée de Bernard Arnault et mère de Delphine et Antoine Arnault.

## Activités
Patrice de Maistre est diplômé de l'université Paris-Dauphine et titulaire du diplôme d'expertise-comptable. Il est l'ancien directeur général de la société Téthys SAS, holding contrôlant les avoirs financiers de Liliane Bettencourt, et de la société Clymène, chargée de gérer ses dividendes.
Patrice de Maistre est le gestionnaire de fortune de Liliane Bettencourt, dont la fortune est évaluée à près de 17 milliards d'euros en 2010, de 2003 à son licenciement en 2010.
Son départ de Téthys est annoncé le 31 décembre 2010.

## Légion d’honneur
Patrice de Maistre a été nommé, le 14 juillet 2007, chevalier de la Légion d'honneur, dans la première promotion suivant l'élection présidentielle de Nicolas Sarkozy. Il en a reçu les insignes des mains d'Éric Woerth, alors ministre du Budget, le 23 janvier 2008 à Bercy. Lors de perquisitions faisant suite à la plainte de Françoise Meyers-Bettencourt, fin 2007, contre ceux qui abusaient de la faiblesse de sa mère, les enquêteurs ont découvert une lettre datée de mars 2007 qui prouverait qu'Éric Woerth serait intervenu auprès de Nicolas Sarkozy pour l'attribution de cette décoration à un membre du « Premier cercle » et « collecteur de fonds légaux pour l'UMP ». Ils ont également saisi une lettre de Patrice de Maistre dans laquelle il remercie Éric Woerth pour son soutien dans l'obtention de cette décoration. Patrice de Maistre avait par ailleurs embauché la femme d'Eric Woerth au sein de la holding Thétys.
Poursuivi pour trafic d'influence, tout comme Éric Woerth, Patrice de Maistre a été définitivement relaxé par le tribunal correctionnel de Bordeaux le 28 mai 2015. Le procureur avait lui-même requis la relaxe "faute d'éléments à charge suffisants".

## Affaire Bettencourt
Depuis fin juin 2010, Patrice de Maistre fait l'objet d'accusations, par la Presse, dans le cadre de l'affaire Woerth-Bettencourt ; il aurait, selon des enregistrements clandestins réalisés au domicile de son employeur Liliane Bettencourt, aidé celle-ci à maintenir l'évasion fiscale d'une partie de son patrimoine. 
Selon l'ex-comptable de Mme Bettencourt, il aurait également incité sa cliente à participer au financement illégal de la campagne présidentielle de Nicolas Sarkozy,.
Le 28 mai 2015, il est condamné à 30 mois de prison dont un an avec sursis, et à 250 000 euros d'amende pour "abus de faiblesse". Il doit également rembourser 12 millions d'euros à son ancienne patronne, Liliane Bettencourt, pour dommages et intérêts. Le 29 octobre, il conclut un accord juridique et financier avec Liliane Bettencourt et Françoise Bettencourt-Meyers qui met fin à l'ensemble des procédures, puisqu'il renonce à faire appel du jugement et se désiste de toutes les procédures en cours, annoncent dans un communiqué son avocat Me Maxime de Guillenchmidt et Mes Benoît Ducos-Ader, Arnaud Dupin et Didier Martin, avocats de la famille Bettencourt. 
Le parquet général de Bordeaux a également annoncé qu'« il se désistait de son appel » concernant l'ancien gestionnaire.